# 加州州立大學北嶺分校

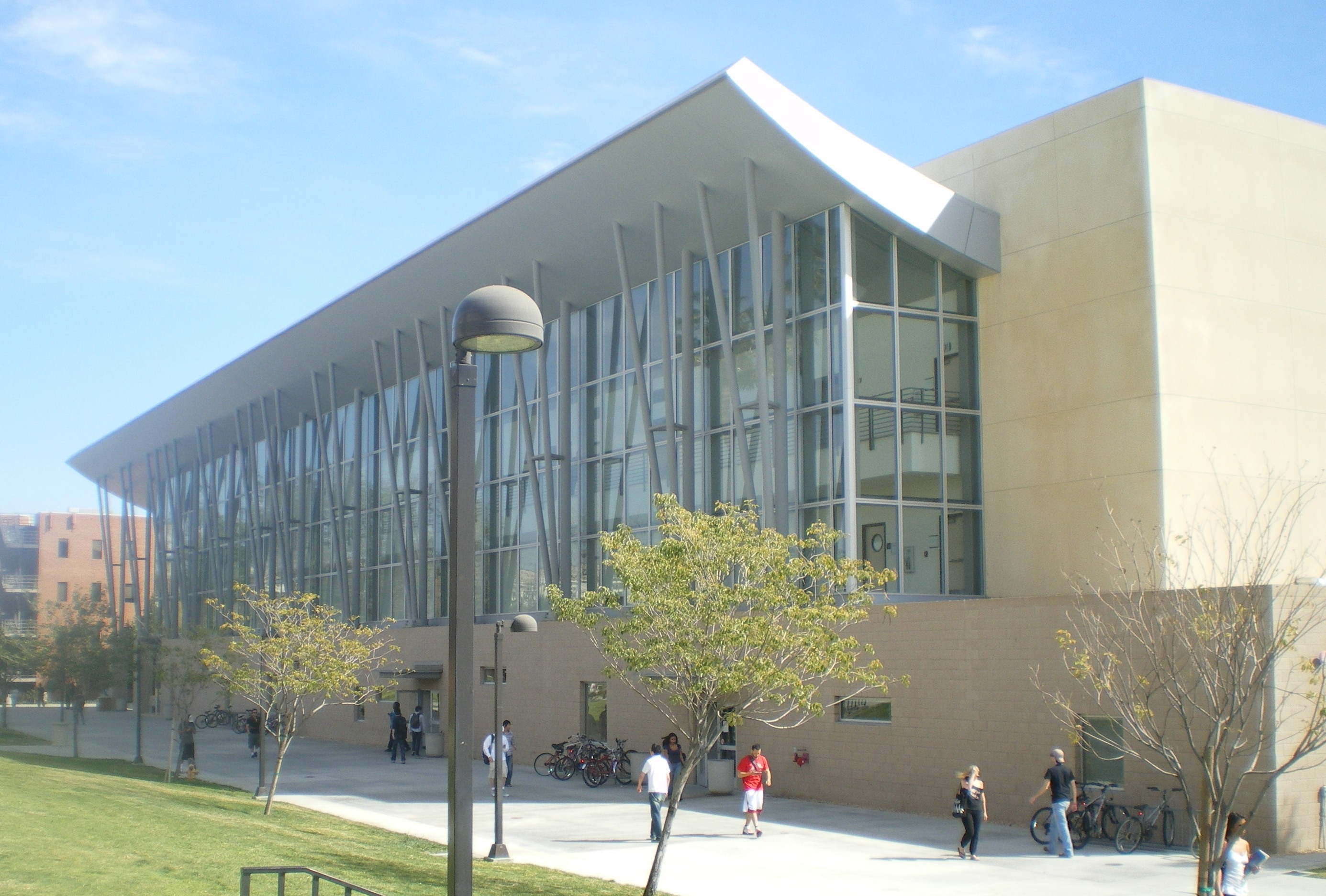
加州州立大學北嶺分校的“Manzanita Hall”

加州州立大學北嶺分校（英語：California State University, Northridge，簡稱：CSUN或Cal State Northridge）是加利福尼亞州立大學系統內、位於美國加利福尼亞州洛杉磯的一所公立大學，成立於1958年。現在是加州州立大學內入學人數第三多的學院。
1958年成立時是獨立學院，稱為圣費爾南多谷州立學院（San Fernando Valley State College），1972年改現名。2021年《美國新聞與世界報道》將其排在“西部地區大學”中的第39位， 在“西部地區大學”中以計算機工程、土木工程聞名。

## 外部連結
- 官方网站
- Official Athletics website（页面存档备份，存于）

34°14′30″N 118°31′42″W / 34.24167°N 118.52833°W